# Love Phantom
LOVE PHANTOM – osiemnasty singel japońskiego zespołu B’z, wydany 11 października 1995 roku. Osiągnął 1 pozycję w rankingu Oricon i pozostał na liście przez 22 tygodnie, sprzedał się w nakładzie 1 862 050 egzemplarzy. Singel zdobył status podwójnej płyty Milion oraz nagrodę „Best 5 Single Award” podczas rozdania 10th Japan Gold Disc Award.
Utwór tytułowy został wykorzystany jako piosenka przewodnia pierwszego sezonu serialu X Files (jap. Xファイル) stacji TV Asahi.

## Lista utworów
| Nr | Tytuł            | Czas |
| -- | ---------------- | ---- |
| 1. | „LOVE PHANTOM”   | 4:38 |
| 2. | „FUSHIDARA 100%" | 3:52 |

## Muzycy
- Tak Matsumoto: gitara, kompozycja i aranżacja utworów
- Kōshi Inaba: wokal, teksty utworów, aranżacja (#2)
- Denny Von Heiser: perkusja (#2)
- Masao Akashi: gitara basowa (#2)
- Daisuke Ikeda: manipulator, aranżacja
- Takanobu Masuda: Syntezator Mooga (#2)
- Shinozaki Strings： instrumenty smyczkowe (#1)
- Akemi Mori: głos operowy (#1)
- Keiko Utoku: głos kobiecy (#1)
- Naoko Iijima: głos kobiecy (#2)

## Notowania
| Lista                                  | Pozycja |
| -------------------------------------- | ------- |
| Oricon Weekly Singles Chart            | 1       |
| Oricon Monthly Singles Chart           | 1       |
| Oricon Yearly Singles Chart (rok 1995) | 10      |